# Michał Masłowski
Michał Masłowski (Strzelin, Polonia, 19 de diciembre de 1989) es un futbolista polaco que juega de centrocampista en el Zagłębie Sosnowiec de la I Liga de Polonia.

## Carrera
Masłowski se crio en las categorías juveniles del Strzelinianka Strzelin de su ciudad natal. En 2010 fue fichado por el Lechia Dzierżoniów de la III Liga, apareciendo en veintinueve partidos y marcando nueve tantos. Al año siguiente fue fichado por el Zawisza Bydgoszcz en un contrato de cuatro años y medio, ayudando al equipo a coronarse campeón de la Copa de Polonia en la temporada 2013/14.
Al año siguiente fue fichado por el Legia de Varsovia, aunque una lesión a principios de temporada lo tuvo apartado de la competición hasta primavera de 2015, haciendo que apenas tenga oportunidades de jugar en el primer equipo, marchándose en condición de cedido al Piast Gliwice en la temporada 2016/17. Finalmente, es traspasado en verano de 2017 al HNK Gorica de la Druga HNL croata. Regresa a Polonia en 2021 para jugar en el Zagłębie Sosnowiec de la I Liga.
Ha sido internacional con la selección de fútbol de Polonia en tres ocasiones, debutando el 18 de enero de 2014 en un partido amistoso frente a la selección de Noruega.

## Palmarés
Zawisza Bydgoszcz
- Copa de Polonia (1): 2013/14